# Serie E101 a E103 de CP
La Serie E101 a E103, igualmente conocida como Serie E100, fue un tipo de locomotora de tracción a vapor, que fue utilizada originalmente por la Compañía del Camino de Hierro de Guimarães, habiendo pasado posteriormente a la Compañía de los Caminhos de Ferro Portugueses.

## Historia
Fue construida en 1907 por la casa alemana Maschinenfabrik Esslingen, y adquirida en el mismo año por la Compañía del Camino de Hierro de Guimarães, cuando esta empresa prolongó la Línea de Guimarães hasta Fafe.
La locomotora 103 fue preservada en el Espacio Museológico de Santarém, como representante de las locomotoras de vía métrica que fueron utilizadas en la región Norte de Portugal.

## Características
Esta serie estaba compuesta por tres locomotoras, numeradas de 101 a 103. El timbre de la caldera era de 12 kg/cm, y el esfuerzo de tracción era de 4200 kg. La iluminación era realizada a través del uso de acetileno. Cada locomotora poseía capacidad para 3500 ℓ de agua, y 900 kg de carbón.